# Plasmaunterstützte chemische Gasphasenabscheidung
Die plasmaunterstützte chemische Gasphasenabscheidung (englisch plasma-enhanced chemical vapour deposition, PECVD; auch engl. plasma-assisted chemical vapour deposition, PACVD, genannt) ist eine Sonderform der chemischen Gasphasenabscheidung (CVD), bei der die chemische Abscheidung durch ein Plasma unterstützt wird. Das Plasma kann direkt beim zu beschichtenden Substrat (Direktplasma-Methode) oder in einer getrennten Kammer (Remote-Plasma-Methode) brennen.

## Funktionsweise

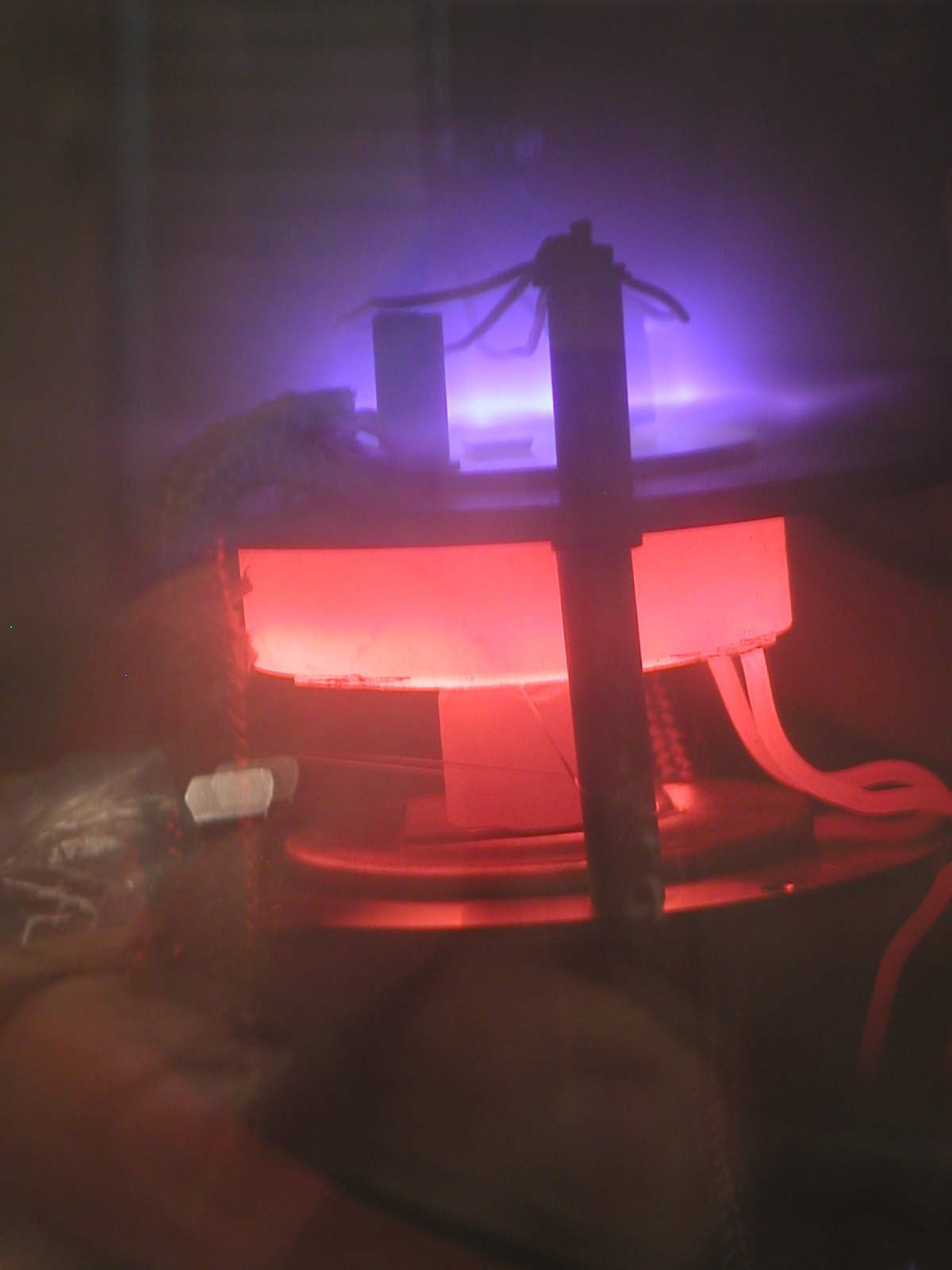
PECVD in Aktion: Gleichstrom-Plasma (violett) verbessert in dieser Labormaßstab-PECVD-Apparatur das Wachstum von Kohlenstoffnanoröhrchen.

Während bei der CVD die Dissoziation (das Aufbrechen) der Moleküle des Reaktionsgases durch externe Zufuhr von Wärme sowie die freigewordene Energie der folgenden chemischen Reaktionen geschieht, übernehmen diese Aufgabe bei der PECVD beschleunigte Elektronen im Plasma. Zusätzlich zu den auf diese Weise gebildeten Radikalen werden in einem Plasma auch Ionen erzeugt, die zusammen mit den Radikalen die Schichtabscheidung auf dem Substrat bewirken. Die Gastemperatur im Plasma erhöht sich dabei in der Regel nur um wenige Hundert Grad Celsius, wodurch im Gegensatz zur CVD auch temperaturempfindlichere Materialien beschichtet werden können.
Bei der Direktplasma-Methode wird zwischen dem zu beschichtenden Substrat und einer Gegenelektrode ein starkes elektrisches Feld angelegt, durch das ein Plasma gezündet wird. Bei der Remote-Plasma-Methode ist das Plasma so angeordnet, dass es keinen direkten Kontakt zum Substrat hat. Dadurch erzielt man Vorteile bzgl. selektiver Anregung von einzelnen Komponenten eines Prozessgasgemisches und verringert die Möglichkeit einer Plasmaschädigung der Substratoberfläche durch die Ionen. Nachteile sind evtl. der Verlust von Radikalen auf der Strecke zwischen Remote-Plasma und Substrat und die Möglichkeit von Gasphasenreaktionen, bevor die reaktiven Gasmoleküle die Substratoberfläche erreicht haben.
Die Plasmen können auch induktiv/kapazitiv durch Einstrahlung eines elektromagnetischen Wechselfeldes erzeugt werden, wodurch Elektroden überflüssig werden.

## Beispiele

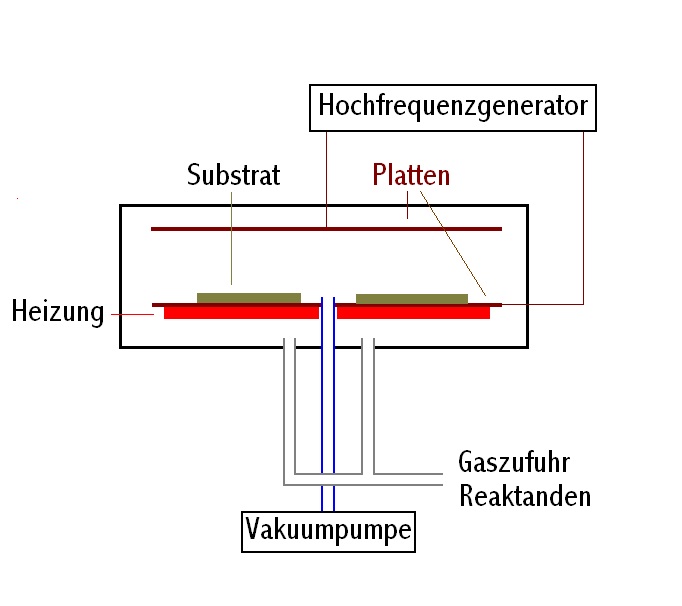
Schema eines PECVD-Plattenreaktors

Mit PECVD lassen sich amorphes Silicium, Siliciumnitrid, Siliciumdioxid und Silicium-Oxid-Nitrid-Verbindungen und vieles mehr abscheiden (z. B. Kohlenstoffnanoröhren).
Schichten aus dem Halbleitermaterial Silicium werden aus Monosilan oder Siliciumtetrachlorid hergestellt:
{\displaystyle \mathrm {SiH_{4}\longrightarrow Si+2H_{2}} }
{\displaystyle \mathrm {SiCl_{4}+2H_{2}\longrightarrow Si+4HCl} }
Dielektrische Schichten aus Siliciumdioxid können aus Monosilan und z. B. Stickstoffmonoxid hergestellt werden:
{\displaystyle \mathrm {SiH_{4}+4NO\longrightarrow SiO_{2}+2H_{2}O+2N_{2}} }
Zur Passivierung benutzte Schichten aus Siliciumnitrid lassen sich aus Monosilan und Stickstoff herstellen:
{\displaystyle \mathrm {3SiH_{4}+2N_{2}\longrightarrow Si_{3}N_{4}+6H_{2}} }
Schichten aus Aluminium, das in Schaltelementen die Funktion eines elektrischen Leiters hat, lassen sich aus Aluminiumchlorid und Wasserstoff herstellen:
{\displaystyle \mathrm {2AlCl_{3}+3H_{2}\longrightarrow 2Al+6HCl} }